# جگوار ایکس‌کی۱۵۰

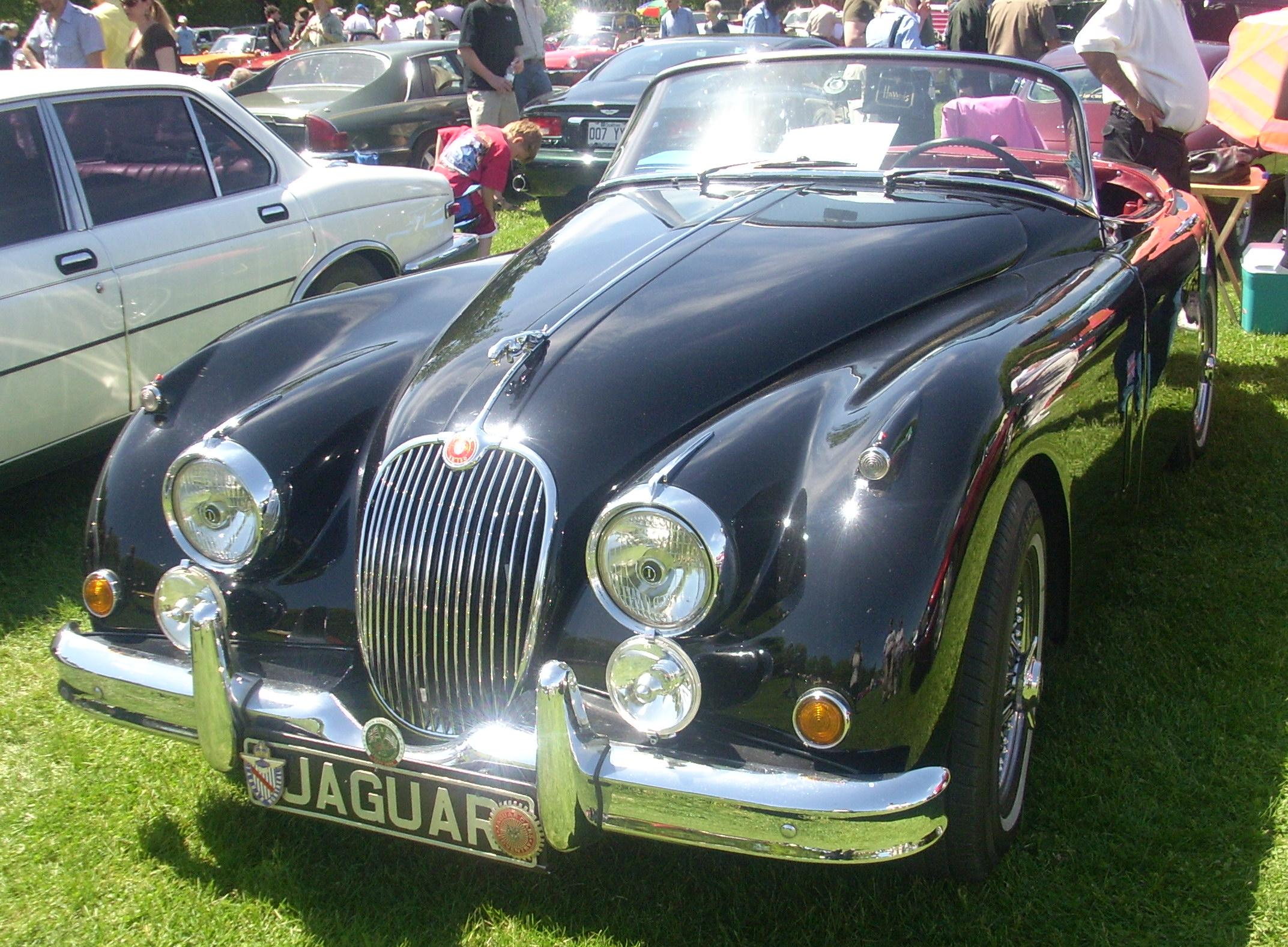

جگوار ایکس‌کی۱۵۰ (Jaguar XK۱۵۰) خودرویی است که در سال‌های ۱۹۵۷–۱۹۶۱ در کاونتری، انگلستان، تولید شده‌است. این خودرو در کلاس خودرو اسپورت قرار گرفته، طراحی آن خودروهای موتور جلو-محور عقب بوده، طول آن در حالت طبیعی ۴٬۴۹۶ میلیمتر (۱۷۷٫۰ اینچ)، عرض آن در حالت طبیعی ۱٬۵۸۰ میلیمتر (۶۲٫۲ اینچ)، وزن آن در حالت طبیعی ۲٬۹۶۸ پوند (۱٬۳۴۶ کیلوگرم) است.

## نگارخانه

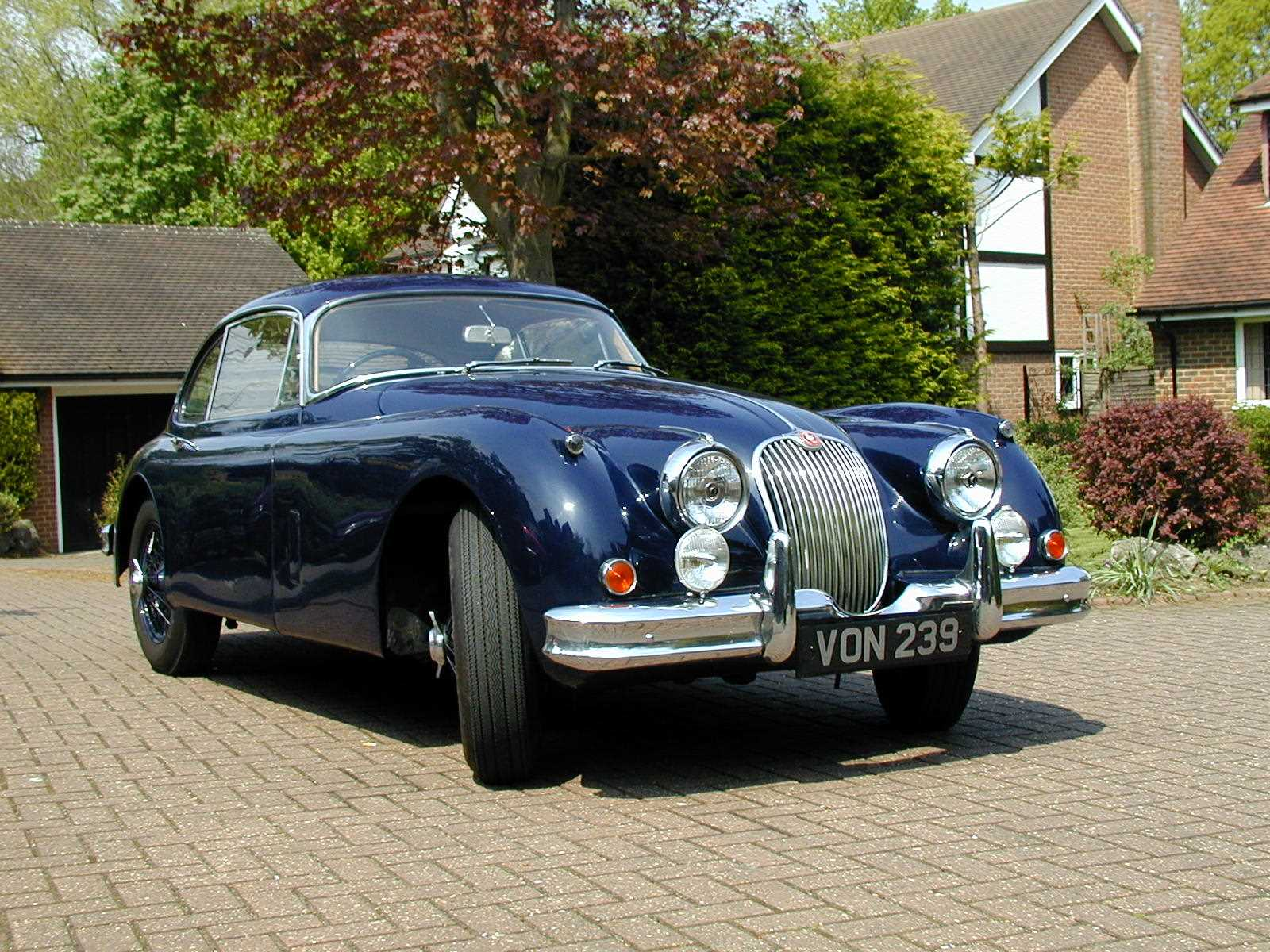
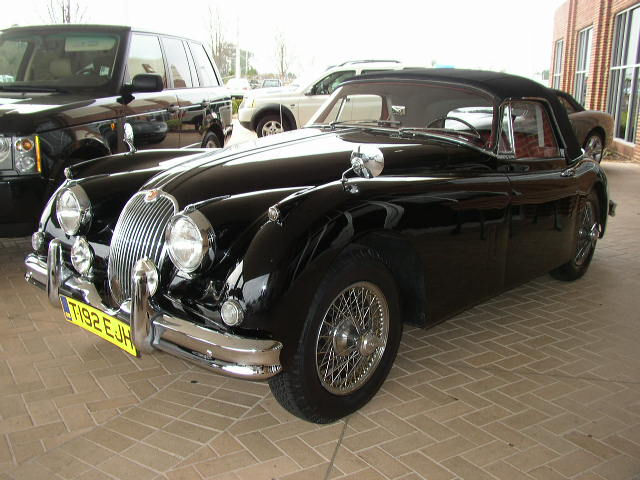
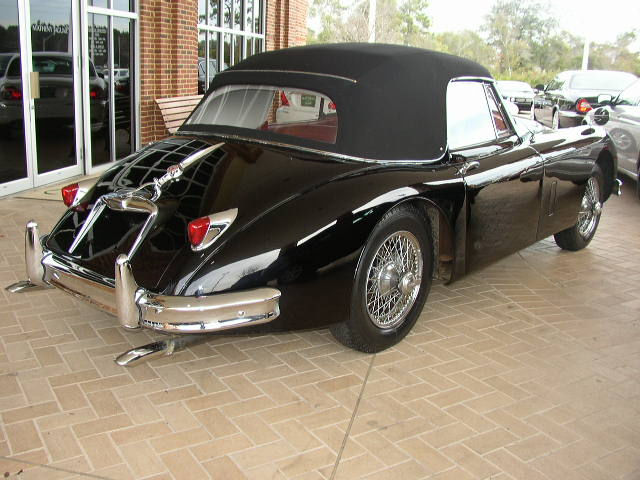
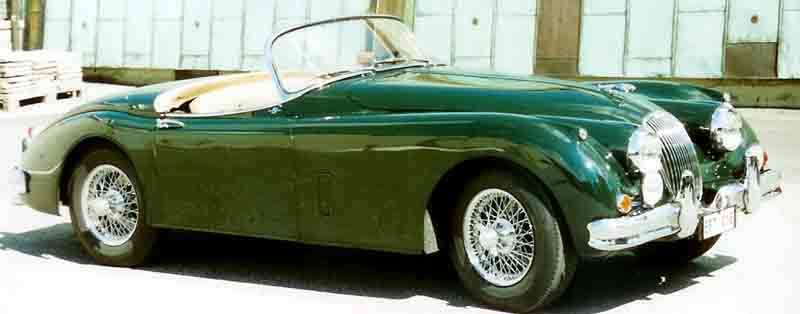
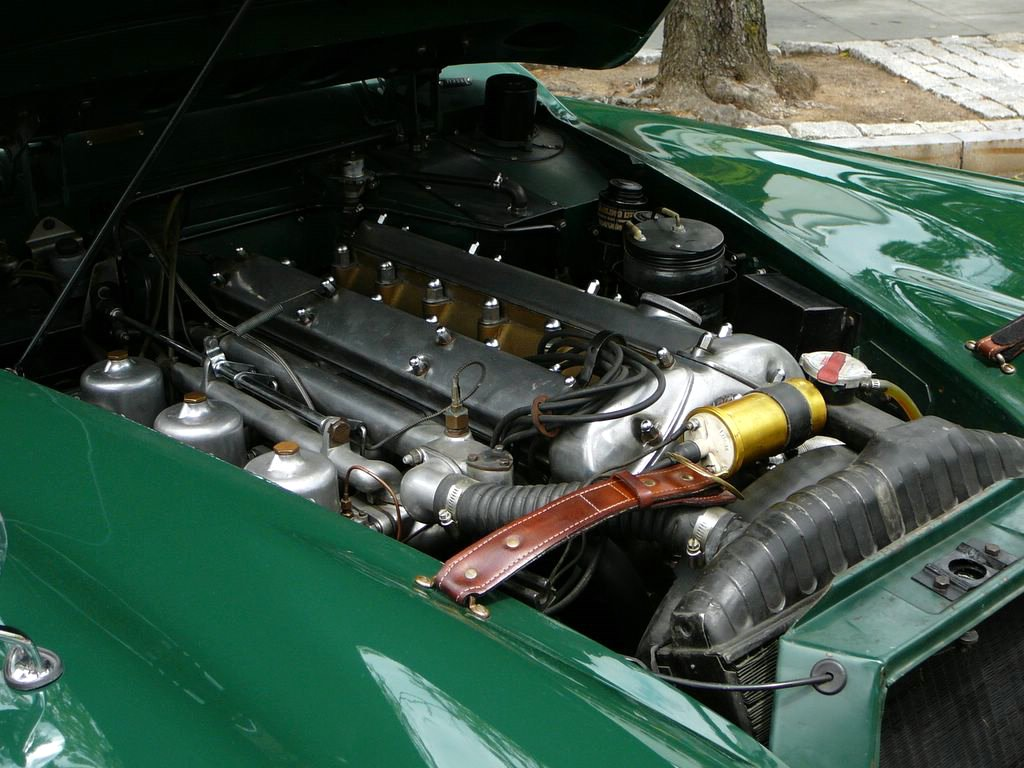